# Полянский, Игорь Андреевич
Игорь Андреевич Полянский (род. 16 января 1990 года, Железногорск, РСФСР, СССР) — российский триатлет, участник Олимпиад 2008, 2012, 2016, 2020 годов. Мастер спорта России международного класса (2016). Супруга — траиатлонистка Ивановская, Любовь Андреевна.

## Биография
Игорь — младший брат Дмитрия Полянского (род. 1986), звезды отечественного триатлона. Воспитанник СДЮСШОР «Здоровый мир». До триатлона десять лет занимался плаванием, выполнил норматив мастера спорта (тренер — Андрей Анатольевич Марков).
В триатлоне первым тренером Игоря был Христофоров Андриян Николаевич.
В 2007 году, окончив школу, Игорь переехал в Москву, где поступил в Московское училище олимпийского резерва № 2, где стал учиться и тренироваться у Фетисова Александра Евгеньевича и Буткова Дмитрия Алексеевича, представляя на соревнованиях сразу два региона — Москву и Красноярский край. В 2010 году окончил училище по специальности «тренер-инструктор».
В 2015 году окончил Российский Государственный Университет физической культуры и спорта (кафедра теории и методики велосипедного спорта и триатлона).
Приказом министра спорта № 17-нг от 9 марта 2016 года Игорю Полянскому присвоено высшее спортивное звание — Мастер спорта России международного класса.

## Спортивная карьера
В августе 2010 года на чемпионате России по триатлону победил на спринтерской дистанции (750 метров — плавание, 20 км — велосипед, 5 км — бег). В октябре 2011 года стал бронзовым призёром чемпионата Европы среди спортсменов до 23 лет.
В 2011 году стал бронзовым призёром первенства Европы.
В апреле 2012 года стал чемпионом Европы в смешанной эстафете, где его партнёрами были Ирина Абысова, Александра Разарёнова и старший брат Дмитрий.
В мае 2016 года стал серебряным призёром чемпионата Европы в смешанной эстафете. Его партнёрами были Мария Шорец, Александра Разарёнова и брат Дмитрий.
Участвовал в соревнованиях триатлонистов на Олимпиаде 2016 года в Рио-де-Жанейро, занял 31-е место.
Участник Олимпиады 2020 в Токио, занял 43-е место в личной гонке и 14-е место в эстафете. Находясь на сборах во Владивостоке 21 июля 2021 сдал тест на допинг, который выявил наличие следов эритропоэтина. Спортсмену грозит дисквалификация.

## Личная жизнь
Жена — триатлонистка Любовь Ивановская (род. 1989).
С 2021 женат на триатлонистке Елене Даниловой - https://no.frwiki.wiki/wiki/Elena_Danilova_(triathlon)